# Любовь до смерти (фильм)
«Любовь до смерти» (фр.  L'Amour à mort) — французский фильм-драма режиссёра Алена Рене. Номинант на пять наград  «Сезар». Участник основного конкурса 41-го Венецианского кинофестиваля.

## Сюжет
Симон внезапно теряет сознание. Вызвавшая врача Элизабет слышит от того самое страшное  —  Симон мёртв. Но после ухода врача он неожиданно приходит в себя, просит девушку никому не рассказывать об этом и постараться забыть самой. Его же продолжают терзать сомнения, жив ли он. Одержимость жизнью  и смертью становятся смыслом существования Симона. Его здоровье ухудшается. Всё-таки он умирает. Оставшаяся одна Элизабет решает последовать следом.

## В ролях
- Сабина Азема — Элизабет Саттер
- Пьер Ардити — Симон Роше
- Фанни Ардан — Жюдит Мартиньяк
- Андре Дюссолье — Жером Мартиньяк
- Жан Дасте — доктор Розье

## Съёмки
Съёмки фильма проходили в Юзесе.